# Encyclopedia of Cryptography and Security
Encyclopedia of Cryptography and Security (Энциклопедия по криптографии и безопасности) — научное справочное пособие по криптографии на английском языке, посвящённое современным аспектам криптографии и криптоанализа и представляющее наибольший интерес для специалистов по защите информации и экспертов в области информационных технологий, прикладной математики, инженерии, теории информации, шифрования данных и т. д.
Encyclopedia of Cryptography and Security (далее энциклопедия) включает в себя 460 статей, размещённых в алфавитном порядке, и доступна в электронном и печатном виде. Энциклопедия представлена в консультативном совете (Advisory Board) восемнадцатью ведущими специалистами из разных стран.

## История
Идея написания Энциклопедии возникла в конце 2001 г. Статья «Новые направления в криптографии» Уитфилда Диффи и Мартина Хеллмана, выпущенная в 1976 году, оказала влияние на участников проекта, как статья повергшая в шок всё научное сообщество.
С тех пор математики и ИТ-специалисты нашли новую почву для совместной деятельности. Создатели энциклопедии видели в своей будущей книге инструмент, при помощи которого систематизированная в алфавитном порядке информация по криптографии могла бы с лёгкостью удовлетворить нужды в справочном и учебном пособии по защите информации, где читатель мог с лёгкостью получить знания по криптографии.
Спустя 4 года после зарождения идеи проект был реализован группой специалистов из более чем 30 стран, во главе с голландским учёным Хенком Ван Тильборгом (Henk van Tilborg, Eindhoven University of Technology). На данный момент энциклопедия имеет 2 издания.

## Об авторе
Хенк Ван Тильборг (Henk van Tilborg) является ведущим научным руководителем исследовательской школы EIDMA (Euler Institute for Discrete Mathematics and its Applications), а также EIPSI (Eindhoven Institute for the Protection of Systems and Information). Хенк Ван Тильборг имеет степень доктора технических наук. Он написал три книги: две по криптологии и одну по теории кодирования. Является редактором множества научных журналов, в том числе Advances in Mathematics of Communications, Asian-European Journal of Mathematics, Journal of Combinatorics, Information & System Sciences.

## Издания Encyclopedia of Cryptography and Security
Издателем выступила Нью-Йоркская компания Springer-Verlag. Выпущенная в 2005 г. энциклопедия по криптографии и безопасности занимает 684 страницы и содержит предисловие от ведущего автора, статьи с таблицами и иллюстрациями, алфавитный указатель. Хорошо структурированные статьи включают в себя определения, описания и библиографии и списки используемой литературы. Обширные перекрёстные ссылки на другие записи в энциклопедии создают удобство поиска и немедленного доступа к необходимой информации. До появления настоящей энциклопедии практикам и теоретикам приходилось тратить многие часы на поиск и изучение научной литературы, прежде чем они могли приступить к решению криптографических задач. Именно этот пробел и восполняет книга.
Статьи, включённые в энциклопедию, объясняют основные принципы и методы в криптографии и информационной безопасности. Они могут быть использованы в качестве учебных и справочных материалов для студентов технических высших учебных заведений и специалистов по защите информации. Основное удобство энциклопедии состоит в алфавитном упорядочении статей. Формат описания статей не вызывает существенных затруднений у людей, не являющихся специалистами в криптографии.
10 ноября 2011 г. вышло второе издание Encyclopedia of Cryptography and Security от Springer. В новом издании появилось более 300 новых статей, благодаря чему их количество увеличилось вдвое. Редакция второго издания включает 34 учёных со всего мира. Помимо Хенка Ван Тильборга в редактуре издания принимал участие Сушил Джаджодия (Sushil Jajodia, Center for Secure Information Systems,
Volgenau School of Engineering). Электронное издание книги включает также дополнительные веб-ссылки на более полную информацию по теме статьи.

## Список тем, включённых в энциклопедию
- Аутентификация и идентификация
- Защита от копирования
- Криптоанализ и безопасность
- Факторизация алгоритмов и упрощение тестов
- Криптографические протоколы
- Управление ключами
- Электронные платежи и цифровые сертификаты
- Хеш-функции
- Эллиптические кривые в криптографии
- Квантовая криптография
- Веб-безопасность
- Блочные и потоковые шифры
- Структуры данных
- Прикладная математика и вычислительные методы
- История криптографических систем
- Последовательности

## Список людей, причастных к написанию энциклопедии
- Хенк Ван Тильборг — Henk van Tilborg[англ.], Technische Universiteit Eindhoven
- Сушил Джаджодия — Sushil Jajodia[англ.], Center for Secure Information Systems
- Карлайл Адамс — Carlisle Adams[англ.], Entrust[англ.]
- Фридрих Бауэр — Friedrich L. Bauer, Technische Universität München
- Геррит Блумер — Gerrit Bleumer[англ.], Francotyp-Postalia[англ.]
- Дэн Боне — Dan Boneh, Stanford University
- Паскаль Чарпин — Pascale Charpin[англ.], INRIA-Rocquencourt
- Клод Крепэ — Claude Crepeau[англ.], McGill University
- Иво Десмедт — Yvo G. Desmedt[англ.], University College London (University of London)
- Григорий Кабатинский — Grigory Kabatiansky[англ.], Institute for Information Transmission Problems
- Барт Калиски — Burt Kaliski, RSA Security[англ.]
- Питер Ландрок — Peter Landrock[англ.], University of Aarhus
- Патрик МакДаниеэль — Patrick McDaniel[англ.], Penn State University
- Альфред Менезес — Alfred Menezes, University of Waterloo
- Дэвид Наккач — David Naccache[англ.], Gemplus
- Кристоф Паар — Christof Paar[англ.], Ruhr-Universität Bochum
- Барт Пренель — Bart Preneel, Katholieke Universiteit Leuven
- Жан-Жак Кискатер — Jean-Jacques Quisquater[англ.], Université Catholique de Louvain
- Казуе Сако — Kazue Sako[англ.], NEC Corporation
- Берри Шунмакерс — Berry Schoenmakers[англ.], Technische Universiteit Eindhoven

## Некоторые статьи, включённые в энциклопедию
- Управление доступом — Жеральд Брозе;
- Аутентификация — Григорий Кабатинский;
- Биометрика — Анил Джейн и Арун Росс;
- Блочные шифры — Ларс Кнудсен;
- Табличные атаки — Алекс Бирюков;
- Скрытый канал — Иво Десмедт;
- Электронные платежи — Геррит Блумер;
- Конечное поле — Барт Калиски;
- Электронная подпись RSA — Барт Калиски;
- Трояны, компьютерные вирусы и черви — Иво Десмедт;
- Эллиптические кривые — Даррель Ханкерсон;
- HTTPS — Торбен Педерсен;
- Шифрование без использования секретного ключа — Геррит Блумер;
- Веб-безопасность — Лукас Опирчал;
- Хеш-функции — Барт Пренель;
- Инверсия в конечных полях и кольцах — Кристоф Паар;
- Персональный идентификационный номер (PIN) — Карлайл Адамс;
- Доверительные модели — Шарон Бойен;
- Квантовая криптография — Клод Крепэ;
- Стандарт шифрования данных (DES) — Алекс Бирюков;
- Стандарты цифровой подипси — Дэн Боне;
- Аппаратный модуль безопасности — Лорен Сустек;
- Слайд атаки — Алекс Бирюков;
- Синхронные потоковые шифры — Каролина Фонтайн;
- Аутентификация пользователей — Карлайл Адамс и т. д.

## Обзоры
- Encyclopedia of Cryptography and Security Review Архивная копия от 21 декабря 2019 на Wayback MachineCryptome[англ.] (англ.)
- Эдгар Вэйпл Архивная копия от 28 марта 2018 на Wayback Machine — Edgar R. Weippl, Вычислительные обозрения (Computing Reviews), 8 мая, 2006  (англ.)

## Связанные по тематике энциклопедии
- Gollmann, D. Computer security. Wiley, New York, 1999.
- Bishop, M. The art and science of computer security. Addison-Wesley Longman Publishing Co., Inc., Boston, MA, 2002.
- Gattiker, Urs E. The Information Security Dictionary. Springer US, 2004.
- Krause, M, Tipto, H.F. Information Security Management Handbook, CRC Press LLC, 2007.
- Leeuw, K. de, Bergstra, J. A History of Information Security: A Comprehensive Handbook, Elsevier, 2007.